# Percy Gómez
Percy Gómez (Perú; 15 de diciembre de 1956) fue un exfutbolista peruano. Desempeñó como delantero en solo clubes de Perú.

## Trayectoria
Debutó profesionalmente en el fútbol con Alianza Lima, luego jugó en el Club Atlético Defensor Lima y Universitario de Deportes.
Fue subcampeón nacional con el Club Atlético Torino con el cual jugó Copa Libertadores 1981. Luego continuó su carrera en el Club Centro Deportivo Municipal y en el Club Atlético Chalaco.

## Clubes
| Club                            | País | Temporada |
| ------------------------------- | ---- | --------- |
| Club Alianza Lima               | Perú | 1975      |
| Club Atlético Defensor Lima     | Perú | 1976      |
| Club Universitario de Deportes  | Perú | 1977-1978 |
| Club Atlético Torino            | Perú | 1980-1981 |
| Club Centro Deportivo Municipal | Perú | 1982      |
| Club Atlético Chalaco           | Perú | 1983-1984 |
| Juventud La Joya                | Perú | 1985-1986 |